# Francesco Macedonio
Francesco Macedonio (Idria, 19 febbraio 1927 – Gorizia, 1º aprile 2014) è stato un regista teatrale italiano.

## Biografia
Nato ad Idria, una località non lontana da Gorizia, attualmente in territorio sloveno, da una famiglia di musicisti, dopo l'istruzione in vari collegi della zona diventa insegnante elementare. La passione per il teatro nasce presto anche attraverso il cinema e il circo. Dopo la fine della seconda guerra mondiale ha la possibilità di svolgere il ruolo di regista a Gorizia. La grande occasione giunge nel 1967, quando per il Teatro stabile del Friuli-Venezia Giulia sito a Trieste dirige un testo di Vittorio Franceschi, Gorizia 1916, interpretato dallo stesso Franceschi.
Da allora Macedonio diviene il regista stabile del Teatro del Friuli-Venezia Giulia, dirigendo la famosa compagnia dei “dodici”, gli attori che per numerosi anni costituirono il gruppo di riferimento fisso per gli allestimenti di produzione. Fra gli spettacoli allestiti per lo Stabile, Sior Todero brontolon con Corrado Gaipa, Il mio Carso, Avvenimento nella città di Goga con Gabriele Lavia, Casa di bambola con Ludovica Modugno e Carlo Montagna, L'idealista con Corrado Pani, Vecchio mondo con Lina Volonghi, I rusteghi, oltre alla fortunatissima trilogia in dialetto triestino di Carpinteri e Faraguna Le Maldobrie, Noi delle vecchie province e L’Austria era un paese ordinato: uno dei successi più grandi nella storia teatrale triestina recente.
Nel 1969 è regista de Il mio Carso di Scipio Slataper, scenografia di Emanuele Luzzati e costumi di Sergio D'Osmo. Fra gli interpreti possiamo ricordare Mimmo Lo Vecchio, Orazio Bobbio, Ariella Reggio, Lino Savorani, Gianfranco Saletta, Giorgio Valletta e Lidia Braico. La sua carriera prosegue, oltre che al Teatro Stabile del Friuli-Venezia Giulia, anche a Fiume per il Dramma italiano di Fiume e il Dramma Croato (Hrvatska Drama), a Lubiana per lo Slovensko Narodno Drama, a Bologna per Nuova Scena.
Nel 1976, assieme agli attori Orazio Bobbio, Ariella Reggio e Lidia Braico, Macedonio fonda il Teatro Popolare La Contrada (ora denominato La Contrada - Teatro Stabile di Trieste), del quale è stato direttore artistico fino alla sua scomparsa. In tale veste ha messo in scena parecchie decine di spettacoli, spaziando dal teatro in dialetto triestino a quello in lingua italiana, dal repertorio brillante a quello drammatico, sino a numerosi allestimenti per il teatro ragazzi. Ha inoltre curato la messa in scena di alcuni spettacoli per la compagnia dei “Piccoli” di Podrecca e di alcune opere e operette per il Teatro Giuseppe Verdi di Trieste.
Tra gli allestimenti più recenti, sono da ricordare El mulo Carleto e El serpente de l'Olimpia di Roberto Damiani ispirati alle opere e alla figura di Angelo Cecchelin, Antonio Freno di Macedonio-Perno, L'assente di Bruno Maier, L'Americano di San Giacomo, Un nido di memorie, L'ultimo carneval e I Ragazzi di Trieste di Tullio Kezich, Classe di ferro di Aldo Nicolaj, Due paia di calze di seta di Vienna e Cosa dirà la gente? di Carpinteri e Faraguna, Ballando con Cecilia di Pino Roveredo, Ecco un uomo libero di Tom Stoppard, I rusteghi di Goldoni e I Ragazzi Irresistibili di Neil Simon e Zente refada di Giacinto Gallina. Fra i suoi successi più recenti, Sariandole e Tramachi di Roberto Curci, I ragazzi irresistibili di Neil Simon, con Johnny Dorelli e Antonio Salines, Il gatto in tasca di Georges Feydeau, Il divo garry di Noël Coward, Fuori i secondi e Svola cicogna di Enrico Luttmann, Maldobrie di Lino Carpinteri e Mariano Faraguna.
Nel 2012 vince il Premio Flaiano per la regia di Gin Game di Coburn, con Valeria Valeri e Paolo Ferrari.
Nel 2013, a grande richiesta di pubblico, torna a dirigere la compagnia della Contrada nel testo più amato dal pubblico triestino, Due paia di calze di seta di Vienna di Lino Carpinteri e Mariano Faraguna (per la quinta edizione!), che si riconferma ancora una volta un grande successo.
Si dedica anche alla scrittura drammaturgica, componendo, in collaborazione con Ninì Perno Quela sera de febbraio, Un'Isotta nel giardino e Antonio Freno. Sue sono anche numerose commedie espressamente pensate per il teatro ragazzi, come La vecchia e la luna, Bandiera, Scarabocchio, Dietro la cometa, E tutto per una rosa, La vigilia di Natale e, più di recente, Giro giro tondo. È scomparso nel 2014 all'età di 87 anni.

## Regie di prosa
- 1966 - Gorizia 1916 di Vittorio Franceschi
- 1967 - Lutero di John Osborne
- 1968 - L'olandese di Le Roi Jones
- 1969 - Il mio Carso di Scipio Slataper
- 1969 - Cantata del fantoccio lusitano di Peter Weiss
- 1970 - Co' son lontan de ti di Vladimiro Lisiani
- 1970 - Muscardin (La moscheta) di Angelo Beolco detto Ruzante
- 1970 - Le Maldobrie di Lino Carpinteri e Mariano Faraguna
- 1970 - Le avventure di Fiordinando di Furio Bordon
- 1971 - Il teatrino delle meraviglie di Miguel de Cervantes
- 1972 - Avvenimento nella città di Goga di Slavko Grum
- 1972 - L'ultimo de carneval di Furio Bordon
- 1972 - Flint di David Mercier

## Premi e riconoscimenti
- Premio Flaiano sezione teatro[2]
  - 2012 - Premio alla regia per Gin Game